# Zombi Holocaust
Zombi Holocaust (Nederlandse en Engelse titel: Zombie Holocaust; Vlaamse titel: Zombie Terreur; ook bekend als Zombie 3 en Doctor Butcher M.D.) is een Italiaanse zombie- annex kannibalenfilm uit 1980 onder regie van Marino Girolami.
De film combineert twee exploitatie-genres die in de jaren 80 populair waren in Italië en een cult-status verworven: de zombiefilm en de kannibalenfilm. De titel is afgeleid van die van de ook dat jaar verschenen horrorfilms Zombi 2 en Cannibal Holocaust.

## Verhaal
Een medewerker in een ziekenhuis in New York blijkt van lijken in het mortuarium te eten. Medewerkster Lori Ridgeway en arts Peter Chandler komen erachter dat dit is gebeurd in meerdere ziekenhuizen die immigranten uit het Molukse eiland 'Kito' in dienst hebben. De twee reizen daarom met een onderzoeksteam af naar de eilandengroep. Hier krijgen ze assistentie van dokter Obrero.

## Rolverdeling
| Acteur                | Personage      |
| --------------------- | -------------- |
| Ian McCulloch         | Peter Chandler |
| Alexandra Delli Colli | Lori Ridgeway  |
| Sherry Buchanan       | Susan Kelly    |
| Peter O'Neal          | George Harper  |
| Donald O'Brien        | Dr. Obrero     |
| Dakar                 | Molotto        |
| Walter Patriarca      | Dr. Dreylock   |